# New Harmony (Indiana)
New Harmony è un comune degli Stati Uniti d'America, situato nello Stato dell'Indiana, nella contea di Posey famoso per essere stato uno dei primi esperimenti di Socialismo utopico.

## Storia
New Harmony venne fondata nel 1814-1815 da un gruppo di tedeschi provenienti dalla Pennsylvania, dove 10 anni prima avevano costituito la comunità di Harmony, retta dai principi socialisti che traevano ispirazione dal cristianesimo delle origini. Nel 1825 Robert Owen acquistò il terreno su cui era situata la città(circa 30.000 acri) al prezzo di 190.000 dollari, dove si trasferì l'anno successivo con la propria famiglia ed una comunità di 800 persone, per realizzare un esperimento di socialismo utopico. Owen coinvolse nell'esperimento uomini di cultura americana ed un gruppo composto da scienziati e da educatori. Venne effettuata un'importante sperimentazione riguardante l'organizzazione scolastica, ma dopo un buon inizio alcuni scontri e dissidi dovuti all'intransigenza di Owen, all'eccessiva diversità delle persone coinvolte, alla mancanza di sovranità individuale e di proprietà privata portarono, già nel 1827, all'abbandono del progetto e alla partenza di Owen nel 1828, che lasciò  il controllo della città nelle mani dei figli. Nonostante ciò New Harmony rimase uno dei centri culturalmente più attivi del periodo precedente la guerra di secessione americana.